# A Family Affair (film 1921)
A Family Affair è un cortometraggio muto del 1921 sceneggiato e diretto da Alf Goulding.

## Produzione
Il film fu prodotto dalla Century Film.

## Distribuzione
Distribuito dall'Universal Film Manufacturing Company, il film - un cortometraggio in due bobine - uscì nelle sale cinematografiche USA il 14 dicembre 1921.